# Zarétxie (Lípetsk)
|  | Per a altres significats, vegeu «Zarétxie». |

Zarétxie (en rus: Заречье) és un poble (un possiólok) de l'óblast de Lípetsk, a Rússia, que en el cens del 2010 tenia 24 habitants. Pertany al districte rural d'Izmàlkovo.